# Bartitsu

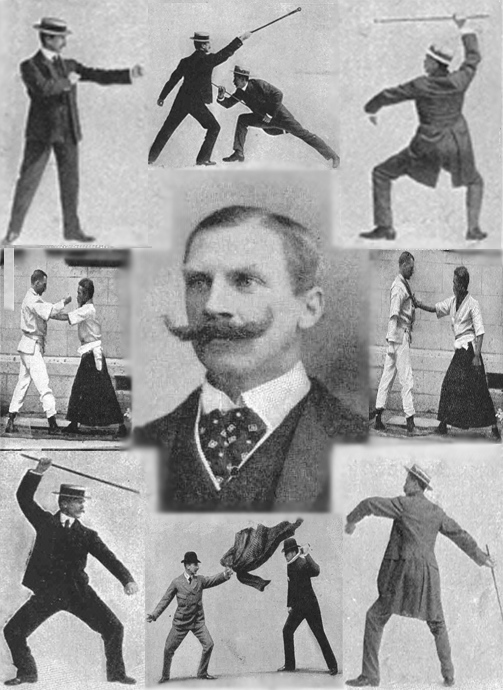
Diverse Bartitsutechniken

Bartitsu ist eine Kampfkunst und ein Selbstverteidigungssystem, das zwischen 1898 und 1902 in England entwickelt wurde. Eine Besonderheit des Systems ist der Einsatz von Spazierstöcken als Waffe.

## Geschichte
Bei Bartitsu handelt es sich um eine Mischung aus Jiu Jitsu, dem schweizerischen Schwingen, Elementen des Boxens, Savate (französisches Boxen) und Stockfechten. Erarbeitet hat diese Kampfweise der in Indien geborene britische Landvermesser und Ingenieur Edward William Barton-Wright (1860–1951), von dem auch die Bezeichnung, ein Kofferwort bestehend aus seinem Namen und dem japanischen „Jiu Jitsu“, stammt. Zurück aus Indien und Japan, wo er selbst mehrere Selbstverteidigungskünste studiert hatte, gründete er 1898 den Bartitsu Club, der auch als „Bartitsu Academy of Arms and Physical Culture“ in der Shaftesbury Avenue 67b in Soho bekannt wurde.
Barton-Wright korrespondierte über asiatische Kampfkünste auch mit Kanō Jigorō in Tokio und erreichte, dass drei renommierte Jiu-Jitsuka aus Japan nach London kamen, die im Bartitsu Club die Ausbildung in japanischen Kampftechniken übernahmen: Kaneo Tani, Seizo Yamamoto und der 19-jährige Yukio Tani. Kaneo Tani und Seizo Yamamoto reisten bald wieder zurück nach Japan, aber Yukio Tani blieb für immer in England, arbeitete drei Jahre als Trainer im Bartitsu Club und begann eine Karriere als professioneller Wrestler.
Zu den Bartitsu-Trainern gehörten auch andere Kampfsportler, wie der Schweizer Kampfkunstmeister Pierre Vigny, dessen Landsmann, der Ringer Armand Cherpillod, einige Boxer und auch Lehrer im traditionellen Fechten. Neben den Bartitsu-Unterweisungen im Club bestand die Aufgabe der Trainer auch darin, ihre Kampftechniken in öffentlichen Auftritten zu demonstrieren und dabei Wettkämpfe gegen Herausforderer auszutragen, die in beliebigen Kampfstilen gegen sie kämpfen durften.
Das Interesse an Bartitsu flaute nach wenigen Jahren ab. 1903 musste Barton-Wright seine Schule schließen. Ohne nennenswertes Echo in Medien oder Bevölkerung entwickelte er die Technik bis in die 1920er-Jahre weiter und nahm dann eine Tätigkeit als Physiotherapeut an.

## Baritsu
1903 veröffentlichte Arthur Conan Doyle die Kurzgeschichte Das leere Haus, in der der Protagonist Sherlock Holmes erklärt, einen Gegner mit Hilfe der japanischen Ringtechnik „Baritsu“ besiegt zu haben. Zwei Jahre vor Veröffentlichung der Kurzgeschichte erschien in der britischen Tageszeitung The Times ein Artikel über Barton-Wrights Selbstverteidigungssystem, in dem der Name als „Baritsu“ falsch geschrieben wurde. Es wird angenommen, dass sich Doyle durch den Artikel inspirieren ließ und die Falschschreibung übernahm.

„I have some knowledge, however, of baritsu, or the Japanese system of wrestling, which has more than once been very useful to me.“

„Glücklicherweise habe ich einige Kenntnis des japanischen Kampf-Stils Baritsu, die mir schon bei vielen Gelegenheiten sehr nützlich war.“